# Mariano Ayuso
Mariano Ayuso Bruno fue un crítico y editor de cómic español (Bilbao, 1928- Madrid, 28 de diciembre de 2011). Formó parte, junto a Luis Conde Martín, Jesús Cuadrado, Ignacio Fontes, Carlo Frabetti, Pacho Fernández Larrondo, Federico Moreno, Ludolfo Paramio y Pedro Tabernero, de la segunda generación de teóricos del cómic surgida en España.

## Biografía
Mariano Ayuso colaboró en Bang! en 1971 con su serie La Edad de Oro, fundando luego sus propias publicaciones teóricas: "Comics Camp, Comics In" (1972) y "Sunday Comics" (1976). Dirigió también la librería especializada "Totem", una de las primeras del país.
Como asesor de Planeta DeAgostini, fue responsable de las colecciones Grandes Héroes (1981) y La Espada Salvaje de Conan (1982). Colaboró también en la Historia de los Comics (1983) de Toutain Editor.
En los años 90, dirigió la línea de tiras de prensa clásicas norteamericanas de Ediciones Eseuve.
Tras una larga enfermedad, Mariano Ayuso falleció el 28 de diciembre de 2011 en Madrid, acompañado de su familia.